# 1859
1859 (MDCCCLIX) a fost un an obișnuit al calendarului gregorian, care a început într-o zi de sâmbătă.

## Evenimente

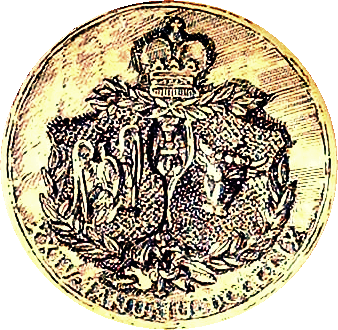
24 ianuarie: Țara Românească și Moldova se unesc sub conducerea lui Alexandru Ioan Cuza, iar țara se va numi România (în fotografie, stema Principatelor Unite).

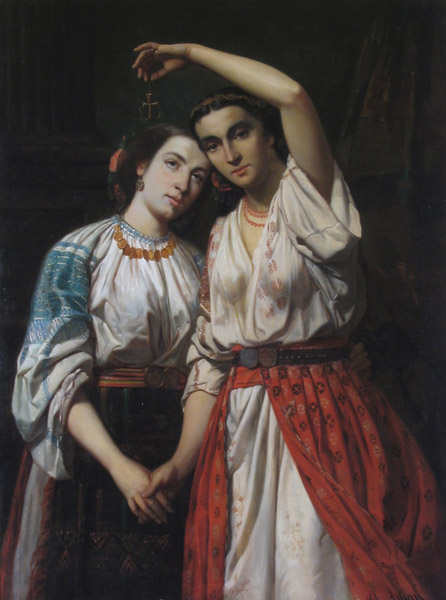
Unirea Principatelor, pictură de Theodor Aman.

### Ianuarie
- 2 ianuarie: Deputații unioniști din Țara Românească au hotărât după lungi dezbateri ca, în ziua următoare să propună adunării elective alegerea ca domnitor pe Alexandru Ioan Cuza.
- 5 ianuarie: În urma alegerilor desfășurate în Moldova, este ales domnitor Alexandru Ioan Cuza, fost ispravnic de Covurlui.
- 17 ianuarie: Alexandru Ioan Cuza l-a numit prim-ministru al Principatului Moldovei pe Vasile Sturdza.
- 24 ianuarie: Adunarea electivă a Țării Românești s-a pronunțat pentru alegerea ca domnitor a aceluiași, Alexandru Ioan Cuza, unionist convins, participant la Revoluția de la 1848. Țara Românească și Moldova se unesc sub conducerea lui Alexandru Ioan Cuza, iar țara se va numi România.
- 25 ianuarie: Alexandru Ioan Cuza îl numește ca prim-ministru al Țării Românești pe Ioan Al. Filipescu.

### Februarie
- 8 februarie: Domnitorului Alexandru Ioan Cuza i se face o primire triumfală la București.

### Aprilie
- 7 aprilie-6 septembrie: Conferința de la Paris. Reprezentanții puterilor garante, Franța, Rusia, Regatul Unit, Prusia și Sardinia, recunosc oficial dubla alegere a lui Alexandru Ioan Cuza. Austria și Turcia o vor face la 25 august.

### Mai
- 22 mai: Ferdinand al II-lea al celor Două Sicilii este succedat de fiul său, în vârstă de 23 de ani, Francisc al II-lea al celor Două Sicilii.
- 31 mai: Big Ben, marele clopot al ceasului Palatului Westminster din Londra, a început să funcționeze.

### Iunie
- 4 iunie: Bătălia de la Magenta. Bătălie purtată de către Franța în cadrul Războiului franco-piemontez împotriva austriecilor, în Lombardia, Italia. Victoria a fost obținută cu greu de francezi sub comanda lui Napoleon III.
- 15 iunie: Așa-numitul Războiul Porcului, conflictul dintre americani și britanici de pe insula San Juan, începe prin moartea unui porc. Unul dintre fermierii americani a găsit în ograda sa un porc domestic care se hrănea cu cartofi în timp ce proprietarul animalului, un irlandez, asista amuzat la întreaga scenă. Americanul a împușcat porcul, lucru care a declanșat conflictul.
- 24 iunie: Bătălia de la Solferino. Regatul Sardiniei și armatele lui Napoleon al III-lea al Franței îl înfrâng pe Franz Joseph I al Austriei, în nordul Italiei, încheiată cu Pacea de la Villafranca. Bătălia îl inspiră pe elvețianul Henry Dunant să fondeze Crucea Roșie.
- 30 iunie: Charles Blondin, acrobat francez, a traversat Cascada Niagara pe o frânghie pentru prima dată.

### Iulie
- 8 iulie: Carol al XV-lea îi succede pe tatăl său, Oscar I al Suediei și al Norvegiei.
- 12 iulie: Alexandru Ioan Cuza înființează Oficiul Central de Statistică Administrativă precursor al actualului Institut Național de Statistică.
- 30 iulie: Are loc prima ascensiune a vârfului Grand Combin, unul dintre cele mai înalte din Alpi.

### August
- 16 august: Adunarea Națională a Toscanei deposedează oficial Casa de Habsburg-Lorena; sfârșitul unei ascensiuni de 109 ani.
- 28 august-2 septembrie: Furtuna solară din 1859, este cea mai mare furtună solară geomagnetică înregistrată până acum, a afectat rețelele telegrafice din întreaga lume. Potrivit articolelor de la acea vreme, aurora boreală era atât de puternică încât oamenii puteau citi la lumina ei. (Evenimentul Carrington după numele astronomului Richard Carrington, care a urmărit fenomenul).

### Octombrie
- 1 octombrie: Comisia Centrală a Principatelor Unite discută problema fixării capitalei. Mihail Kogălniceanu aduce o serie de argumente în favoarea Bucureștiului. În cele din urmă, s-a aprobat formula propusă de Kogălniceanu: "Reședința obicinuită a domnului și a marilor corpuri ale statului este orașul Bucuresci".

### Noiembrie
- 24 noiembrie: Naturalistul britanic, Charles Darwin, publică "Originea speciilor", o lucrare care susține că speciile evoluează treptat, prin selecție naturală.

### Nedatate
- A început construirea Canalului Suez. Lucrarea s-a încheiat la 17 noiembrie 1869.
- Big Ben. Ceas proiectat de Sir Edmund Beckett, a fost instalat în turnul din extremitatea estică a Parlamentului din Marea Britanie, renumit pentru precizia lui. Cele patru clopote cântăreau 13 tone.
- La București începe construcția Cimitirului "Șerban Vodă" (Bellu).
- Țările de Jos abolesc sclavia.

## Arte, științe, literatură și filosofie
- Charles Dickens publică A Tale of Two Cities (Poveste despre două orașe).
- Charles Gounod compune opera Faust.
- Richard Wagner compune Tristan și Isolda.

## Nașteri
- 27 ianuarie: Wilhelm al II-lea, împărat al Germaniei, rege al Prusiei (d. 1941)
- 19 februarie: Svante Arrhenius, fizician și chimist suedez (d. 1927)
- 2 martie: Șalom Aleihem, scriitor de limbă idiș (d. 1916)
- 9 martie: Alexandru Averescu, mareșal, comandant al armatei române în Primul Război Mondial (d. 1938)
- 8 aprilie: Edmund Husserl, filosof austriac (d. 1938)
- 9 aprilie: Alexandru Bădărău, om politic și publicist român (d. 1927)
- 26 aprilie: Marele Duce Nicolai Mihailovici al Rusiei (d. 1919)
- 1 mai: Alexandru Philippide, lingvist și filolog român (d. 1933)
- 2 mai: Jerome Klapka Jerome, eseist, romancier și umorist englez (d. 1927)
- 11 mai: Aurel Stodola, inginer, fizician și inventator slovac (d. 1942)
- 15 mai: Pierre Curie, fizician francez (d. 1906)
- 22 mai: Sir Arthur Conan Doyle, scriitor scoțian (d. 1930)
- 5 iunie: Constantin I. Nottara, actor român (d. 1935)
- 6 iulie: Verner von Heidenstam, poet și prozator suedez (d. 1940)
- 4 august: Knut Hamsun, scriitor norvegian, laureat al Premiul Nobel (d. 1952)
- 9 octombrie: Alfred Dreyfus, ofițer francez (d. 1935)
- 18 octombrie: Henri Bergson, filosof francez, laureat al Premiului Nobel pentru Literatură (d. 1941)
- 23 noiembrie: Billy the Kid (n. William Henry Bonney, jr. sau Henry McCarty), infractor american (d. 1881)
- 2 decembrie: Georges Seurat, pictor francez (d. 1891)

## Decese
- 20 ianuarie: Bettina von Arnim (n. Elisabeth Catharina Ludovica Magdalena Brentano), 73 ani, prozatoare, cântăreață și artistă germană (n. 1785)
- 28 ianuarie: Frederick John Robinson, 76 ani, prim-ministru al Marii Britanii (1927-1828), (n. 1782)
- 5 februarie: Alecu Russo, 39 ani, poet, prozator, eseist, memorialist, critic literar, ideolog al generației de la 1848 (n. 1819)
- 16 aprilie: Alexis de Tocqueville (n. Alexis-Charles-Henri Clérel de Tocqueville), 53 ani, istoric francez (n. 1805)
- 6 mai: Alexander von Humboldt (n. Friedrich Wilhelm Heinrich Alexander von Humboldt), 89 ani, naturalist și geograf german (n. 1769)
- 22 mai: Regele Ferdinand al II-lea al Celor Două Sicilii (n. Ferdinando Carlo), 49 ani (n. 1810)
- 25 martie: Theodor Aaron (Aron), 56 ani, cleric, pedagog, istoric și cărturar român (n. 1803)
- 23 iunie: Marea Ducesă Maria Pavlovna a Rusiei, 73 ani (n. 1786)
- 8 iulie: Oscar I al Suediei (n. Joseph François Oscar Bernadotte), 60 ani, rege al Suediei și Norvegiei (n. 1799)
- 17 iulie: Stephanie de Hohenzollern-Sigmaringen (n. Stephanie Josepha Friederike Wilhelmine Antonia), 22 ani, sora mai mare a regelui Carol I al României (n. 1837)
- 24 august: Alexandru Grigore Suțu, 58 ani, nepotul domnitorului Alexandru Suțu (n. 1837)
- 15 septembrie: Isambard Kingdom Brunel, inginer englez, membru al Royal Society (n. 1806)